# Cyrtonus canalisternus
Cyrtonus canalisternus é uma espécie de artrópode pertencente à família Chrysomelidae.